# SpaceX CRS-27
Chronologie
SpaceX CRS-26 SpaceX CRS-28
La mission SpaceX CRS-27 est la 27e mission du Commercial Resupply Services, de SpaceX, vers la Station spatiale internationale, lancée le 15 mars 2023 à 0 h 30 UTC depuis le pas de tir 39A. Cette mission, dirigée par SpaceX et la NASA, est la septième du cargo Crew Dragon. Il est de retour sur Terre le 15 avril suivant.

## Fret

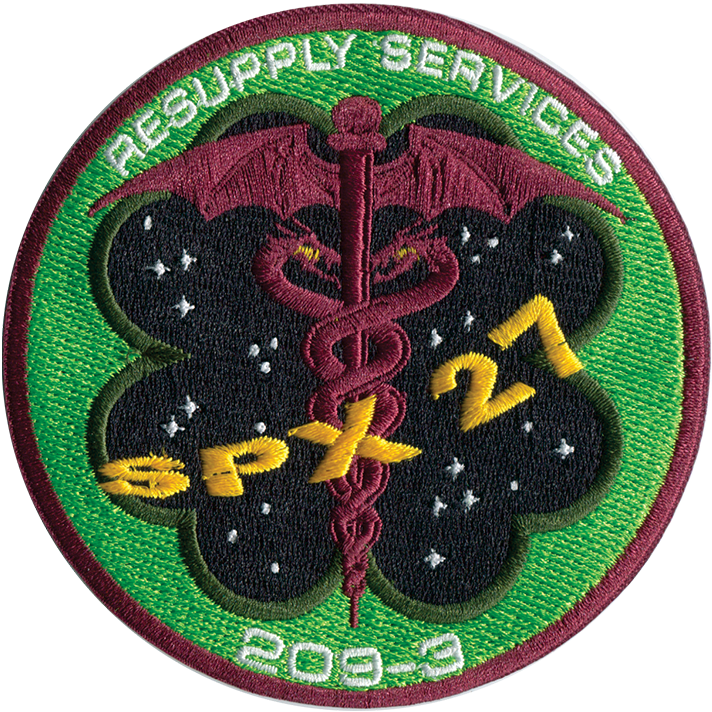
Patch de la mission

Le cargo emmène avec lui en direction de la Station spatiale internationale 2 852 kg de fret, dont :
- 1 200 kg d'équipements scientifiques
- 540 kg de pièces détachées
- 910 kg de fourniture pour l'équipage
- 170 kg d'équipements pour les sorties extra-véhiculaires
- 530 kg d'autres équipements externes

## CubeSats
La mission emporte avec elle 7 CubeSats, dont 2 de la mission ELaNa 50 et 3 de la mission Northern SPIRIT :
| Nom                                          | Pays       | Organisation                   | Description                                                                           |
| -------------------------------------------- | ---------- | ------------------------------ | ------------------------------------------------------------------------------------- |
| ARKSAT 1                                     | États-Unis | Université de l'Arkansas       | Démontrer la composition atmosphérique de la Terre en orbite basse                    |
| LightCube                                    | États-Unis | Université d'État de l'Arizona | Accroître le nombre de personnes capables de participer aux opérations spatiales,     |
| Ex-Alta 2                                    | Canada     | Université de l'Alberta        | Conduire des opérations de recherche de l'université                                  |
| AuroraSat                                    | Canada     | Collège Aurora                 | Diffuser des messages pour les opérateurs de radios amateur                           |
| YukonSat                                     | Canada     | Université du Yukon            | Collecter des données sur l'attitude du satellite                                     |
| NEUDOSE                                      | Canada     | Université McMaster            | Mesurer la dangerosité de l'exposition aux rayonnements ionisants par les astronautes |
| - mission ELaNa 50 - mission Northern SPIRIT |            |                                |                                                                                       |